# Elezioni presidenziali in Corea del Sud del 1979
Le elezioni presidenziali in Corea del Sud del  1979 si tennero il 6 dicembre, in seguito all'uccisione di Park Chung-hee del 26 ottobre. Si trattò delle terze elezioni presidenziali della Quarta Repubblica. Il collegio elettorale, chiamato Consiglio Nazionale per la Riunificazione, era stato eletto nel maggio 1978 e votò per confermare il Primo Ministro Choi Kyu-hah, che era stato Presidente ad interim in seguito all'uccisione di Park Chung-hee, come Presidente della Corea del Sud senza opposizione. Al momento del voto, 11 delegati erano assenti, e si registrarono 84 schede nulle. Anche se Choi Kyu-hah era stato Presidente per otto mesi, il suo potere effettivo sarebbe durato solo sei giorni, perché il 12 dicembre Chun Doo-hwan si sarebbe impadronito del potere col colpo di Stato del 12 dicembre.

## Contesto
Dopo l'assassinio di Park ad opera di Kim Jae-kyu nel 1979 era emersa una società civile coreana decisa a dare voce alle proprie istanze, protestando con forza contro il dominio autoritario. Animate principalmente dagli studenti universitari e dai sindacati, le proteste si erano diffuse in tutto il Paese.

## Risultati
| Classifica      | Cand. #         | Candidati       | Partito         | Voti  | Percentuale |
| --------------- | --------------- | --------------- | --------------- | ----- | ----------- |
| 1               | 1               | Choi Kyu-hah    | Indipendente    | 2,465 | 96.70%      |
| Schede nulle    | Schede nulle    | Schede nulle    | Schede nulle    | 84    | 3.30%       |
| Elettori        | Elettori        | Elettori        | Elettori        | 2,560 |             |
| Voti registrati | Voti registrati | Voti registrati | Voti registrati | 2,549 | 100%        |

## Conseguenze
Il 12 dicembre 1979, il maggiore generale Chun Doo-hwan effettuò un nuovo colpo di Stato e dichiarò la legge marziale. Le proteste raggiunsero il loro apice, e il  18 maggio 1980 esplose uno scontro nella città di Gwangju tra gli studenti dell'Università Nazionale di Chonnam che protestavano contro la chiusura del loro ateneo e le forze armate. Lo scontro si trasformò però in un tumulto esteso all'intera città che durò nove giorni, fino al 27 maggio. Le stime immediate del tributo di vittime civili oscillavano da poche dozzine a 2.000, mentre una successiva indagine completa del governo civile accertò 207 morti (massacro di Gwangju). La collera pubblica per le uccisioni consolidò in tutta la nazione il sostegno per la democrazia, spianando la strada alle prime elezioni democratiche nel 1987.